# 291P/NEAT
291P/NEAT, komet Jupiterove obitelji